# Hellmuth von Stegmann
Hellmuth von Stegmann (* 12. Mai 1891; † 26. Februar 1929, vollständiger Name: Hellmuth Otto Oskar Hans von Stegmann und Stein) war ein deutscher Architekt.

## Leben
Hellmuth von Stegmann war ab 1922 Baudirektor der Gelsenkirchener Bergwerks-AG, später der Vereinigte Stahlwerke AG. In dieser Funktion schuf er zahlreiche beachtliche Bergwerksanlagen; in den 1920er Jahren war er neben Fritz Schupp (Büro Schupp und Kremmer) Wegbereiter des Übergangs zum Funktionalismus in der Bergbauarchitektur des Ruhrgebiets.

## Werk

### Bauten und Entwürfe (unvollständig)
- um 1925: Kauen- und Verwaltungsgebäude der Zeche Zollverein 4/5/11 in Essen-Katernberg, Katernberger Straße (Zuschreibung ungesichert)[3]
- 1927: Neubauten der Zeche Minister Stein in Dortmund-Eving
- 1927–1928: Kokerei Hansa in Dortmund-Huckarde[4]
- Großkokerei der Zeche Erin in Castrop-Rauxel
- Großkokerei der Zeche Minister Stein in Dortmund (mit Beamtenwohnhäusern)

### Schriften
- Industriebauten der Vereinigten Stahlwerke. In: Wasmuths Monatshefte für Baukunst, 13. Jahrgang 1929, Heft 2, S. 49–57. (mit Namensnennung Baudirektor Helmuth von Stegmann, Dortmund)
- Ingenieurbauten im Bergbau über Tage. In: Der Industriebau, 20. Jahrgang 1929, Nr. 4, S. 126–135.